# Hamilton (Montana)
Hamilton és una població dels Estats Units a l'estat de Montana. Segons el cens del 2000 tenia 3.705 habitants.

## Demografia
Segons el cens del 2000, Hamilton tenia 3.705 habitants, 1.772 habitatges, i 855 famílies. La densitat de població era de 619,3 habitants per km².
Dels 1.772 habitatges en un 22,3% hi vivien nens de menys de 18 anys, en un 36,3% hi vivien parelles casades, en un 9,5% dones solteres, i en un 51,7% no eren unitats familiars. En el 47,6% dels habitatges hi vivien persones soles el 24,9% de les quals corresponia a persones de 65 anys o més que vivien soles. El nombre mitjà de persones vivint en cada habitatge era d'1,95 i el nombre mitjà de persones que vivien en cada família era de 2,81.
Per edats la població es repartia de la següent manera: un 20,2% tenia menys de 18 anys, un 6,8% entre 18 i 24, un 24% entre 25 i 44, un 20,6% de 45 a 60 i un 28,3% 65 anys o més.
L'edat mediana era de 44 anys. Per cada 100 dones de 18 o més anys hi havia 74,9 homes.
La renda mediana per habitatge era de 22.013 $ i la renda mediana per família de 30.665 $. Els homes tenien una renda mediana de 25.795 $ mentre que les dones 22.138 $. La renda per capita de la població era de 14.689 $. Aproximadament el 14,3% de les famílies i el 17,8% de la població estaven per davall del llindar de pobresa.

## Poblacions més properes
El següent diagrama mostra les poblacions més properes.